# Pseudosieversia amanoi
Pseudosieversia amanoi là một loài bọ cánh cứng trong họ Cerambycidae.